# 36 svenska klassiker 1990–1994
36 svenska klassiker 1990–1994 är ett samlingsalbum med svenska pop-, rock- och syntlåtar inspelade mellan 1990 och 1994.

## Låtlista
1. Tomas Ledin – En del av mitt hjärta (4:45)
2. Niklas Strömstedt – Om (4:02)
3. Anders Glenmark – Hon har blommor i sitt hår (3:02)
4. The Creeps – Ooh I Like It! (2:58)
5. Stonecake – Tuesday Afternoon (4:08)
6. Peter LeMarc – Säg som det är	(4:14)
7. Eva Dahlgren – Vem tänder stjärnorna? (4:01)
8. Wilmer X – Vem får nu se alla tårar? (4:16)
9. Mauro Scocco – Det finns (4:10)
10. Just D – Hur e d möjligt? (3:27)
11. Irma – Precis som du (4:07)
12. Eric Gadd – Do You Believe In Me (4:18)
13. Roxette – Joyride (4:23)
14. Army of Lovers – Crucified (3:35)
15. Dr. Alban – Sing Hallelujah! (4:01)
16. Ace of Base – All That She Wants	(3:31)
17. Orup – Stockholm (4:57)
18. Mats Ronander & Kim Larsen – Gör mig lycklig nu (3:28)
19. Lisa Nilsson – Himlen runt hörnet (5:04)
20. Marie Fredriksson – Så länge det lyser mittemot (5:17)
21. Docenterna & Idde Schultz – Utan dig (3:37)
22. Atomic Swing – Stone Me Into the Groove (4:03)
23. Stefan Andersson – Catch the Moon (4:32)
24. Louise Hoffsten – Let the Best Man Win (4:48)
25. Staffan Hellstrand – Lilla fågel blå (4:43)
26. Kayo – Om natten (3:33)
27. Rebecka Törnqvist – Wander Where You Wander (4:36)
28. Fleshquartet & Stina Nordenstam – Dancin' Madly Backwards (5:07)
29. Rob'n'Raz – Clubhopping (5:35)
30. Stakka Bo – Stakka Bo (3:59)
31. Jennifer Brown – Heaven Come Down (4:04)
32. Uno Svenningsson & Eva Dahlgren – Tro på varann (4:34)
33. Nordman – Förlist (3:54)
34. Cajsa Stina Åkerström – Fråga stjärnorna (4:16)
35. Glenmark Eriksson Strömstedt – När vi gräver guld i USA (4:07)
36. Lisa Ekdahl – Vem vet (3:03)